# Stanisław Wilhelm Siemieński
Stanisław Wilhelm Siemieński herbu Dąbrowa  – starosta biecki w 1767 roku, starosta trzcinnicki, przysiecki w 1760 roku, dziedzic dóbr byłego starostwa bieckiego od 1776 roku.
Był posłem na  sejm koronacyjny 1764 roku z województwa krakowskiego, poseł krakowski na sejm 1766 roku.